# 食蝸龜
食蝸龜，亦名食螺龜、湄公食蝸龜、湄公食螺龜，地龜科食蝸龜屬的一種，主要分布於東南亞地區，長期以來馬來食蝸龜（Malayemys macrocephala）被誤認為是食蝸龜（Malayemys subtrijuga）的同物異名，但現已獨立出去。

## 習性
食蝸龜喜歡生活在水流緩慢的水域，屬雜食性水龜，由於上下顎較其他龜強而有力，因此可以輕易咬碎螺、蝸牛等水生生物，偶然也會進食昆蟲、植物。

## 分佈
馬來食蝸龜主要分佈在湄公河流域的柬埔寨、寮國、越南南部、泰國、馬來半島北部、印尼爪哇等東南亞地區。

## 保育狀況
其被列為《瀕危野生動植物種國際貿易公約》附錄二的物種，被限制出口及貿易。